# エベラルド・パヴェージ

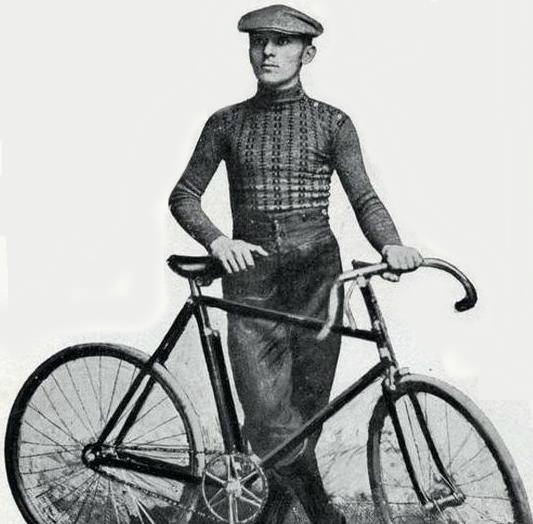
エベラルド・パヴェージ

エベラルド・パヴェージ（Eberardo Pavesi、1883年11月2日 – 1974年11月11日)は、イタリア、コルトゥラーノ出身の元自転車競技（ロードレース）選手。

## 経歴
1909年に開始されたジロ・デッレミリアの初代優勝者。
1910年のジロ・デ・イタリアでは、第5、8ステージを制し総合2位。
唯一のチーム総合成績争いで行われた1912年のジロ・デ・イタリアでは、チーム・アタラの一員として、カルロ・ガレッティ、ジョヴァンニ・ミケレットとともに総合優勝に貢献。
1913年、ジロ・デ・イタリア総合2位。
後にチームディレクターとして、ジーノ・バルタリらを輩出した。